# Ice Ages
Gli Ice Ages sono un gruppo musicale austriaco, progetto collaterale di Richard Lederer, già membro della band black metal Summoning e del gruppo darkwave Die verbannten Kinder Evas.
Nel 1997 uscì il loro primo lavoro intitolato Strike the Ground, in contrasto con il suono piuttosto orchestrale e melancolico dei DVKE e con il mondo fantastico a cui si ispirano i Summoning, questo progetto prende una connotazione più aggressiva e va ad aggiungersi al filone dark ed electro della fine anni 90.
Il secondo lavoro, fatto uscire per la Napalm Records verso la fine del 2000, si intitola This Killing Emptiness, e prosegue lo stile del primo lavoro. Tuttavia possiede una qualità sonora superiore e uno stile dei testi più maturo che si unisce alla profonda e distorta voce di Richard Lederer. In opposizione ad altri lavori della scena electro, la struttura ritmica è più complicata e i toni sono più polifonici. Ice Ages ha in mente di seguire il proprio stile dark, melodico e non quello delle moderne tendenze.
Dopo un periodo di stasi Richard iniziò a comporre con un nuovo software per sintetizzatori usando principalmente un "Reaktor 5" per ottenere più possibilità di sound e una flessibilità più ampia.
Dopo sette anni nel corso del 2008 esce Buried Silence. I testi sono scritti da Grom, adattati specificamente alla musica precomposta. Le nuove canzoni seguono lo stile del disco precedente; sono molto dark, slow, e melodiche, con un drum-sound pesantemente distorto, ma questa volta usando suoni più melodici più crudi e aumentando la complessità della ritmica.

## Formazione
Membro fondatore
- Richard Lederer

## Discografia
- 1997 - Strike the Ground
- 2000 - This Killing Emptiness
- 2008 - Buried Silence
- 2019 - Nullify
- 2021 - Vibe of Scorn